# Чехословакия на зимних Олимпийских играх 1980
Чехословакия принимала участие в зимних Олимпийских играх 1980 года в Лейк-Плэсиде (США) в тринадцатый раз за свою историю, и завоевала одну бронзовую медаль. Квета Ериова стала вторым в истории Чехословакии призёром соревнований по лыжным гонкам на Олимпийских играх.

## Состав сборной
Сборную Чехословакии представляли 7 женщин и 34 мужчины, всего 41 спортсмен. Они соревновались в 7 видах спорта:
- хоккей (только мужчины): 5 место
- горные лыжи
- лыжные гонки
- биатлон
- фигурное катание
- санный спорт
- прыжки на лыжах с трамплина

Самым молодым участником сборной был 20-летний хоккеист Мирослав Фричер, самым старшим — 31-летний хоккеист Богуслав Эберманн, который был также знаменосцем сборной.

## Медали

### Бронза
- Квета Ериова — лыжные гонки, женщины, 5 км.

## Результаты по видам спорта

### Хоккей с шайбой
12 команд были разделены на две группы по 6 команд («красная» и «синяя»), где по круговой системе определялись по две сильнейшие команды, которые в финальном турнире разыгрывали комплект олимпийских наград. Чехословацкая сборная оказалась в «синей» подгруппе. С 12 по 20 февраля шли матчи, по результату которых команда заняла третье место в подгруппе:
|    |              | И | В | Н | П | Шайбы | Разн. | Очки |
| -- | ------------ | - | - | - | - | ----- | ----- | ---- |
| 1. | Швеция       | 5 | 4 | 1 | 0 | 26: 7 | +19   | 9    |
| 2. | США          | 5 | 4 | 1 | 0 | 25:10 | +15   | 9    |
| 3. | Чехословакия | 5 | 3 | 0 | 2 | 34:16 | +18   | 6    |
| 4. | Румыния      | 5 | 1 | 1 | 3 | 13:29 | -16   | 3    |
| 5. | ФРГ          | 5 | 1 | 0 | 4 | 21:30 | -9    | 2    |
| 6. | Норвегия     | 5 | 0 | 1 | 4 | 9:36  | -27   | 1    |

После этого состоялся матч за 5-е место между командами Чехословакии и Канады:
| 22 февраля 1980 | Чехословакия | - | Канада | 6:1 | (5:0,0:1,1:0) |

Чехословаки возглавили список самых результативных бомбардиров на этих Играх: 
| № | Игрок             | Игры | Голы | Передачи | Очки |
| - | ----------------- | ---- | ---- | -------- | ---- |
| 1 | Милан Новы        | 6    | 7    | 8        | 15   |
| 2 | Петер Штястны     | 6    | 7    | 7        | 14   |
| 3 | Ярослав Поузар    | 6    | 8    | 5        | 13   |
| 4 | Александр Голиков | 7    | 7    | 6        | 13   |
| 5 | Юкка Порвари      | 7    | 7    | 4        | 11   |
| 6 | Борис Михайлов    | 7    | 6    | 5        | 11   |
| 6 | Владимир Крутов   | 7    | 6    | 5        | 11   |
| 8 | Мариан Штястны    | 6    | 5    | 6        | 11   |

### Горнолыжный спорт
Мужчины
| Спортсмены    | Соревнование      | 1 заезд | 1 заезд | 2 заезд | 2 заезд | Итог    | Итог  |
| Спортсмены    | Соревнование      | Время   | Место   | Время   | Место   | Время   | Место |
| ------------- | ----------------- | ------- | ------- | ------- | ------- | ------- | ----- |
| Богумир Земан | Скоростной спуск  |         |         |         |         | 1:48.65 | 13    |
| Богумир Земан | Гигантский слалом | 1:22.25 | 22      | 1:23.71 | 20      | 2:45.96 | 19    |
| Богумир Земан | Слалом            | 56.56   | 20      | 52.31   | 12      | 1:48.87 | 14    |

Женщины
| Спорсменки               | Соревнование      | 1 заезд | 1 заезд | 2 заезд | 2 заезд | Итог    | Итог  |
| Спорсменки               | Соревнование      | Время   | Место   | Время   | Место   | Время   | Место |
| ------------------------ | ----------------- | ------- | ------- | ------- | ------- | ------- | ----- |
| Яна Шолтысова-Гантнерова | Скоростной спуск  |         |         |         |         | 1:40.71 | 10    |
| Яна Шолтысова-Гантнерова | Гигантский слалом | 1:18.60 | 25      | 1:31.05 | 22      | 2:49.65 | 21    |
| Яна Шолтысова-Гантнерова | Слалом            | DNF     | -       | -       | -       | DNF     | -     |

### Лыжные гонки
Квета Ериова

### Биатлон
Соревнования проходили с 16 по 22 февраля.
- Спринт (10 км)
- 20 км
- Эстафета 4 x 7.5 км

### Фигурное катание
Соревнования танцевальных пар прошли 17, 18 и 20 февраля в Лейк-Плэсиде (США) на искусственном льду Олимпийского стадиона.
Танцы на льду
| Спортсмены                          | Обязательный танец | Произвольный танец | Баллы  | Сумма мест | Место |
| ----------------------------------- | ------------------ | ------------------ | ------ | ---------- | ----- |
| Лилиана Ржегакова Станислав Драстих | 4                  | 4                  | 198.02 | 39         | 4     |

### Санный спорт
Мужчины
| Спортсмены     | 1 заезд | 1 заезд | 2 заезд | 2 заезд | 3 заезд | 3 заезд | 4 заезд | 4 заезд | Итог     | Итог |
| Спортсмены     | Time    | Rank    | Time    | Rank    | Time    | Rank    | Time    | Rank    | Time     | Rank |
| -------------- | ------- | ------- | ------- | ------- | ------- | ------- | ------- | ------- | -------- | ---- |
| Йиндржих Земан | 44.901  | 15      | 45.438  | 16      | 45.571  | 16      | 45.025  | 12      | 3:00.935 | 10   |
| Владимир Ресль | 44.255  | 12      | DNF     | –       | –       | –       | –       | –       | DNF      | –    |

Мужские двойки
| Спортсмены                    | 1 заезд | 1 заезд | 2 заезд | 2 заезд | Итог     | Итог  |
| Спортсмены                    | Время   | Место   | Время   | Место   | Время    | Место |
| ----------------------------- | ------- | ------- | ------- | ------- | -------- | ----- |
| Йиндржих Земан Владимир Ресль | 40.050  | 10      | 40.092  | 4       | 1:20.142 | 8     |

Женщины
| Спортсменки       | 1 заезд | 1 заезд | 2 заезд | 2 заезд | 3 заезд | 3 заезд | 4 заезд | 4 заезд | Итог     | Итог  |
| Спортсменки       | Время   | Место   | Время   | Место   | Время   | Место   | Время   | Место   | Время    | Место |
| ----------------- | ------- | ------- | ------- | ------- | ------- | ------- | ------- | ------- | -------- | ----- |
| Ясенчакова, Мария | 39.698  | 11      | 39.862  | 8       | 39.606  | 10      | 39.963  | 10      | 2:39.429 | 9     |

### Прыжки на лыжах с трамплина
Соревнования прошли 17 и 23 февраля на трамплинах Интервейл (англ. Intervale).
В каждом из видов программа соревнований состояла из двух прыжков, результаты которых суммировались.
| Спортсмен   | Соревнование        | Первый прыжок | Первый прыжок | Второй прыжок | Второй прыжок | Итоговый результат | Итоговый результат |
| Спортсмен   | Соревнование        | Дистанция     | Баллы         | Дистанция     | Баллы         | Баллы              | Место              |
| ----------- | ------------------- | ------------- | ------------- | ------------- | ------------- | ------------------ | ------------------ |
| Йозеф Самек | Нормальный трамплин | 67.5          | 84.7          | 79.0          | 105.6         | 190.3              | 39                 |
| Леош Шкода  | Нормальный трамплин | 75.0          | 100.7         | 83.0          | 119.0         | 219.7              | 22                 |
| Йозеф Самек | Большой трамплин    | 97.0          | 103.0         | 102.0         | 110.5         | 213.5              | 23                 |
| Леош Шкода  | Большой трамплин    | 106.0         | 116.6         | 96.0          | 100.6         | 217.2              | 21                 |